# Kanzan Egen

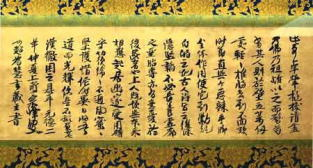
Potwierdzenie oświecenia Kanzana (inkajō). Skarb Narodowy Japonii

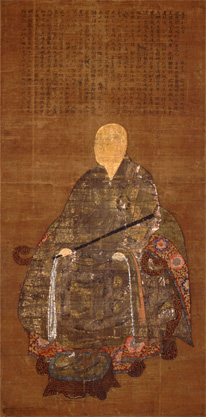
Kanzan Egen

Kanzan Egen (7 stycznia 1277–1360; chiń. upr. 関山慧玄; chiń. trad. 關山慧玄) – japoński mistrz zen szkoły rinzai, znany także jako Musō Daishi (無相大師). Wszystkie dzisiejsze linie przekazu w szkole rinzai pochodzą od jego nauczyciela i od niego.

## Życiorys
Urodził się w ówczesnej prowincji Shinano (obecnie prefektura Nagano), w rodzinie Takanashi. Był utalentowanym chłopcem. Jego ojciec oddał go w celu dalszego kształcenia do wujka Gekkoku Sōchū, ucznia Nampo Jōmyō. w 1308 roku Gekkoku zabrał go do Kenchō-ji w Kamakurze prowadzonego przez Nampo, który zaakceptował go jako swojego ucznia i nadał mu imię Egen. Jednak jeszcze w tym samym roku mistrz zen Nampo zmarł. Kanzan powrócił do Shimano, gdzie prowadził rygorystyczne życie jako pustelnik.
Po około 20 latach w czasie pobytu w Kamakurze, dowiedział się, że w Kioto działa znany mistrz zen, uczeń mistrza Nampo - Shūhō Myōchō. Natychmiast się tam udał i mimo iż był starszy od Shūhō został jego uczniem w klasztorze Daitoku.
Otrzymał od Shūhō kōan znany jako "bariera Yunmena". Po dwóch latach pracy nad nim osiągnął oświecenie, miał wtedy ponad 50 lat. Mistrz poradził mu aby udał się na odosobnienie, co Kanzan zrealizował w górach Ibuka w prowincji Gifu. Przebywał tam przez osiem lat wśród wieśniaków, którym pomagał w pracy w polu i przy hodowli trzody. Noce spędzał na medytacji siedząc na skale. Mistrz Shūhō polecił go swojemu dobroczyńcy i przyjacielowi, byłemu cesarzowi Hanazono (pan. 1308–1318), który zamierzał przekształcić swoją wiejską posiadłość na zachodnim krańcu Kioto w świątynię buddyjską, w której mógłby studiować buddyzm i praktykować medytację. Egen zrealizował ten zamiar cesarza i został opatem klasztoru Myōshin w 1342 roku.
Styl praktyki w tym maleńkim wówczas klasztorze był bardzo rygorystyczny. Dachy przeciekały i budynki nie chroniły kilku praktykujących w nim mnichów zbytnio przez kaprysami pogody. Mnisi żyli w biedzie. Odwiedził ich tam Musō Soseki (1275–1351), który był pod wielkim wrażeniem ducha ubóstwa panującego w klasztorze. Po powrocie do swojego klasztoru powiedział uczniom, że przyszłość japońskiego zenu kształtuje się w Myōshin-ji. Ten duch praktyki w ubóstwie został przekazany następnym pokoleniom szkoły rinzai. Wielu mnichów nie wytrzymywało surowości praktyki u Kanzana i odchodziło. Myōshin-ji nosił wśród świeckich ludzi nazwę "korony wśród krajowych jaskiń Dharmy".
Gdy Kanzan poczuł nadchodzącą śmierć udzielił przekazu Dharmy swojemu jedynemu spadkobiercy Juō Sōhitsu (1296–1390). Sam mistrz Kanzan udał się w podróż, po minięciu bramy klasztoru stanął nad stawem przed klasztorem i zmarł.

## Linia przekazu Dharmy zen
Pierwsza liczba oznacza liczbę pokoleń od Pierwszego Patriarchy chan w Indiach Mahakaśjapy.
Druga liczba oznacza liczbę pokoleń od Pierwszego Patriarchy chan w Chinach Bodhidharmy.
Trzecia liczba oznacza początek nowej linii przekazu w innym kraju.
- 52/25. Songyuan Chongyue (1139–1209
  - 53/26. Wuming Huixin (bd)
    - 54/27. Lanxi Daolong (1213–1278)

  - 53/26. Yun’an Puyan (1156–1226)
    - 54/27. Xutang Zhiyu (1185–1269)
      - 55/28/1. Nampo Jōmyō (1235–1309) (także Shōmyō; Daiō Kokushi) Japonia. Szkoła rinzai.
        - 56/29/2. Hōō Soichi (1274–1357)
          - 57/30. Daichū Sōshin (bd)
            - 58/31. Gettan Sōkō (1326–1389)

        - 56/29. Shūhō Myōchō (1282–1338) (także Daitō Kokushi)
          - 57/30. Tettō Gikō (1295–1369)
            - 58/31. Gongai Sōchū (1315–1390)
              - 59/32. Kesō Sōdon (1352–1428)
                - 60/33. Ikkyū Sōjun (1394–1481)
                - 60/33. Yōsō Sōi (1379–1458)
                  - 61/34. Shumpo Sōki (1416–1496)
                    - 62/35. Jitsuden Sōshin (1434–1507)
                      - 63/36. Kogaku Sōkō (1465–1548)
                        - 64/37. 
                          - 65/38. Shōrei Sōkin (1489–1568)
                            - 66/39. Kokei Sōchin (1515–1597)
                            - 66/39. Shun’oku Sōen (1529–1611)
                              - 67/40. Kōgetsu Sōgan (1574–1643)
                              - 67/40. Kobori Enshū (bd)

                            - 66/39. Ittō Shōteki (1539–1612)
                              - 67/40. Takuan Sōhō (1573–1645) nie zostawił spadkobierców

          - 57/30. Kanzan Egen (także Musō Daishi) (1277–1360)
            - 58/31. Juō Sōhitsu (1296-1380)
              - 59/32. Muin Sōin (1326-1410)
                - 60/33. Nippo Soshun? (1368-1448) niepewny
                  - 61/34. Sekkō Sōshin (także Tozen) (1408-1486)
                    - 62/35. Tokūho Zenketsu (1419-1506)
                      - 63/36.
                        - 64/37.
                          - 65/38. Daigu Sōchiku (1584-1669)
                          - 65/38. Ungo Kiyō (1583-1659)

                      - 63/36/9.
                        - 64/37/10.
                          - 65/38/11.
                            - 66/39/12. Uwaga! numeracja tylko orientacyjna
                              - 67/40/13.
                                - 68/41/14.
                                  - 69/42.15.
                                    - 70/43/16. Kengan Zen’etsu (1623–1701)
                                      - 71/44/17. Kogetsu Zenzai (1667–1751)
                                        - 72/45/18. Gessen Zenne (1702–1781)
                                          - 73/46/19. Sengai Gibon (1750–1837)
                                            - 74/47/20. Tangen (bd)

                    - 62/35. Tōyō Eichō (1429-1504)
                      - 63/36. Taiga Tankyo (zm. 1518)
                        - 64/37. Koho Genkun (zm. 1524)
                          - 65/38. Sensho Zuisho (bd)
                            - 66/39. Ian Chisatsu (1514–1587)
                              - 67/40. Tozen Soshin(1532–1602)
                                - 68/41. Yozan Keiyō (bd) niepewny
                                  - 69/42. Gudō Tōshoku (1579–1676)
                                    - 70/43. Isshi Monju (1608–1646)
                                    - 70/43. Shidō Munan (Bunan) (1603–1676)
                                      - 71/44. Dōkyō Etan (także Shoju Rojin) (1642–1721)
                                        - 72/45. Hakuin Ekaku (1685–1768)
                                          - 73/46. Gasan Jitō (1727–1797)